# Humberto Aberle
Humberto Aberle (auch Umberto Alejandro Aberle; * 10. August 1891 in Santa Ana; † 10. Februar 1970 ebenda) war ein salvadorianischer Luftfahrtpionier und Gründer der Militärluftfahrt in Mexiko und El Salvador und der erste Pilot in Zentralamerika der  1922 einen Langstreckenflug durchführte. 

## Leben
Humberto wurde als Sohn des neapolitanischen Komponisten Juan Aberle und seiner Ehefrau Dona Tula P. Aberle 1891 im Departamento Santa Ana geboren. 
1906 begann er als Kadett an der Escuela Politécnica Militar seine Laufbahn als Militärperson und wurde noch im selben Jahr unter dem Kommando von General Rodolfo Cristales beim militärischen Einsatz in Guatemala eingesetzt. Im Juni 1908 wurde er zum  Sargento Segundo befördert und am 15. Oktober des gleichen Jahres Teniente (Leutnant) der salvadorianischen Armee.
Humberto Aberle war danach bis 1917 am Konsulat von El Salvador in San Francisco, Kalifornien tätig. Am 1. Mai 1917 begann er seine militärische Flugausbildung an der Escuela de Aviación de Redwood de California, die er am 4. Januar 1918 abschloss.
1920 wurde er Testpilot bei dem 1915 gegründeten mexikanischen Flugzeugbauer Talleres Nacionales de Construcciones Aeronáuticas (kurz: TNCA). Am 24. Mai 1920 wurde Humberto zum Kapitän ernannt. Mitte 1921 wurde Captain Aberle beauftragt, die Militärfliegerschule in Mexiko einzurichten und die Schulung der Piloten zu organisieren. Ab Januar 1922 begann die Ausbildung mit französischen Doppeldeckern vom Typ Avro mit 120 PS Motoren von Le Rhône, die zu dieser Zeit von der Regierung von Mexiko erworben worden waren. 
Am 16. Dezember 1922 brach Captain Aberle zu einem Nonstop-Rekordflug auf, er startet in Tapachula, Mexiko und landete sechs Stunden später nach rund 500 Kilometern auf der Wiese eines Bauernhofes in San Salvador. Die Maschine von Aberle war ein einmotoriger, einsitziger Doppeldecker Typ Lincoln-Standard vom Hersteller Nebraska Aircraft Corporation. Es war der erste Langstreckenflug in seiner Zeit noch vor dem Flug von Charles Lindbergh, der in diesem Jahr seine Flugausbildung bei Nebraska Aircraft Corporation begann. Für den Rekord wurde Humberto Aberle am 3. Mai 1923 durch den Präsidenten der Republik El Salvador mit dem „Cruz del Mérito Militar“ ausgezeichnet.
Mit der Gründung der salvadorianischen „Flotilla Aérea Salvadoreña“ (Luftwaffe) am 20. März 1923 wurde Humberto Aberle Leiter der Flugschule und am 14. Juli 1923 zum Direktor der Militärluftfahrt ernannt. Capitán Mayor Humberto Aberle gilt neben Domingo Antonio de Lara als Pionier in der salvadorianischen Luftfahrtgeschichte. Aberle war auch an der Gründung des ersten Flugplatzes von El Salvador beteiligt, der 1923 in Ilopango eingeweiht wurde. 
Am 4. Dezember 1929 gründete Abele zusammen mit dem flugbegeisterten General Antonio Claramount Lucero und weiteren Luftsportenthusiasten den Club de Aviación Civil y Reserva de El Salvador, mit dem Ziel der Förderung neuer Piloten.